# 平島 (新潟市)
平島（へいじま）は、新潟県新潟市西区の町字。現行行政地名は平島一丁目から平島三丁目と大字平島。住居表示は未実施区域。郵便番号は950-2004。

## 概要
1889年（明治22年）から現在の大字。及び1971年（昭和46年）から現在の町名。信濃川流末の関屋分水路分岐点左岸に位置する。もとは戦国時代から1889年（明治22年）まであった平島村の区域の一部。

### 隣接する町字
北から東回り順に、以下の町字と隣接する。
- 小針
- 東青山
- 青山

※信濃川を挟んで中央区関南町、網川原、美咲町と隣接。西川を挟んで小新と隣接。

## 歴史
開発年代は不明だが、1580年（天正8年）の記録に村名が残る。

### 年表
- 1889年（明治22年）4月1日 : 合併により下坂井輪村の大字となる。
- 1901年（明治34年）11月1日 : 合併により坂井輪村大字となる。
- 1954年（昭和29年）11月1日 : 合併により新潟市の大字となる。
- 2007年（平成19年）4月1日 : 新潟市の政令指定都市移行により、西区の大字となる。

## 世帯数と人口
2018年（平成30年）1月31日現在の世帯数と人口は以下の通りである。
| 大字・丁目 | 世帯数  | 人口    |
| ---------- | ------- | ------- |
| 平島       | 270世帯 | 592人   |
| 平島一丁目 | 369世帯 | 864人   |
| 平島二丁目 | 147世帯 | 344人   |
| 平島三丁目 | 144世帯 | 298人   |
| 計         | 930世帯 | 2,098人 |

## 小・中学校の学区
市立小・中学校に通う場合、学区は以下の通りとなる。
| 大字・丁目 | 番地 | 小学校               | 中学校             |
| ---------- | ---- | -------------------- | ------------------ |
| 平島       | 全域 | 新潟市立東青山小学校 | 新潟市立小針中学校 |
| 平島一丁目 | 全域 | 新潟市立東青山小学校 | 新潟市立小針中学校 |
| 平島二丁目 | 全域 | 新潟市立東青山小学校 | 新潟市立小針中学校 |
| 平島三丁目 | 全域 | 新潟市立東青山小学校 | 新潟市立小針中学校 |

## 交通

### 鉄道
新潟交通電車線（廃止）
- 平島駅

### 道路
県道
- 新潟県道42号新潟黒埼インター線

### バス
新潟交通路線バス
- 郊外線（内野・小針方面）
  - 平島二丁目停留所
    - W50　青山 - 小針二丁目 - 亀貝
    - W51　青山 - 小針中学前 - 流通センター - 亀貝
- 郊外線（大野・白根方面）
  - 平島二丁目停留所 - 平島停留所
  - W70　青山 - 新潟ふるさと村 - 大野仲町 - 白根 - 潟東営業所
  - W70D 新潟駅前 - ≪萬代橋ラインと同経路≫ - 第一高校前 - 東青山 - 新潟ふるさと村 - 大野仲町 - 白根 - 潟東営業所
  - W72　青山 - 済生会第二病院前 - ときめき - 大野仲町